# Кащенко, Николай Феофанович
Никола́й Феофа́нович Ка́щенко (25 апреля (7 мая) 1855, хутор Весёлый, Екатеринославская губерния (ныне в Запорожской области, Украина) — 29 марта 1935, Киев) — профессор зоологии и сравнительной анатомии и ректор Томского университета, академик АН Украинской ССР (1919).

## Биография
Николай Феофанович Кащенко родился в дворянской семье, окончил с серебряной медалью Екатеринославскую гимназию, прошёл курс медицинских наук в Московском (поступил в 1875 г.) и Харьковском университетах (окончил в 1880 году), занимаясь в то же время зоологией.
В 1881—1882 состоял ассистентом при эмбриологическом кабинете Харьковского университета, в 1884 получил степень доктора медицины и звание приват-доцента сравнительной анатомии при медицинском факультете, читал лекции по сравнительной анатомии, гистологии и эмбриологии, в 1886—1888 находился в заграничной командировке. Экстраординарный профессор (1888) Харьковского университета.
В 1889 занял кафедру зоологии в Томском университете, которую возглавлял до 1912 года. В эти же годы — директор зоологического музея при Университете.
Ректор Томского университета (с 28 января 1894 по 19 января 1895). При Кащенко было введено в эксплуатацию здание университетских клиник.
Основал школу зоологов в Томске. Напечатал ряд статей в русских и иностранных журналах по гистологии, микроскопической технике и эмбриологии позвоночных.
В 1902 году заложил в Томске опытный акклиматизационный сад. Вывел много сортов яблонь (Багрянка Кащенко, Бугристое наливное, Сибирские белопятнистое, золото, заря, звезда, Янтарка и др.)
С 1902 года — действительный статский советник. В 1911 г. избран почетным членом Московского общества любителей аквариума и комнатных растений.
С 1912 года — профессор Киевского политехнического института по кафедре зоологии. С 1913 по 1935 годы был директором акклиматизационного сада в Киеве (позднее акклиматизационный сад АН Украинской ССР).
Похоронен в Киеве, на Лукьяновском кладбище.
В честь Н. Ф. Кащенко назван подвид серого сурка Marmota baibacina kastschenkoi Stroganov et Yudin, 1956, которого сейчас ряд специалистов рассматривают как отдельный вид — лесостепного сурка.

## Семья
- Жена — Ольга Николаевна Кащенко, урождённая ? (1869—1959), похоронена в одной могиле мужем[3].
  - Дочь — Мария Николаевна Кащенко, советский хирург.

## Награды
- орден Святого Станислава 2-й ст. (1894),
- орден Святой Анны -й2 ст. (1899),
- Орден Святого Владимира 4-й ст. (1906)
- Медаль «В память царствования императора Александра III».